# 8310 Seelos
8310 Seelos è un asteroide della fascia principale. Scoperto nel 1996, presenta un'orbita caratterizzata da un semiasse maggiore pari a 2,3268319 UA e da un'eccentricità di 0,0702044, inclinata di 5,13831° rispetto all'eclittica.